# Biathlon-Weltmeisterschaft 1965
Die 6. Biathlon-Weltmeisterschaft fand 1965 in Elverum in Norwegen statt. Die Teamwertung sowie die Wertung der Staffel waren weiterhin nicht offiziell. Für die Mannschaftswertung sollte das in der Folge auch so bleiben. Die Staffel allerdings war 1965 letztmals inoffiziell. Sie wurde ab 1966 ins offizielle Wettkampfprogramm aufgenommen und blieb mit leichten Regeländerungen ein konstanter Bestandteil der Weltmeisterschaften. Sie war die erste Wettkampfform im Biathlon, in der es zum direkten Kampf der Sportler gegeneinander kam, was sehr zu ihrer Attraktivität beitrug. Im Vorjahr hatte es wegen der Olympischen Winterspiele in Innsbruck keine Biathlon-Weltmeisterschaften gegeben.

## Männer

### Einzel 20 km
| Platz | Sportler                | Zeit (h)  | Schießfehler |
| ----- | ----------------------- | --------- | ------------ |
| 01    | Olav Jordet             | 1:23:34,9 | 02 (2+0+0+0) |
| 02    | Nikolai Pusanow         | 1:23:57,0 | 02 (0+0+0+2) |
| 03    | Antti Tyrväinen         | 1:23:57,6 | 00 (0+0+0+0) |
| 04    | Ola Wærhaug             | 1:24:59,0 | 04 (2+0+0+2) |
| 05    | Heinz Kluge             | 1:25:45,9 | 04 (2+0+0+2) |
| 06    | Józef Gąsienica Sobczak | 1:27:05,9 | 00 (0+0+0+0) |
| 07    | Wladimir Melanin        | 1:27:23,2 | 06 (2+0+0+4) |
| 08    | Vilhelm György          | 1:27:25,0 | 02 (0+0+0+2) |
| 09    | Esko Marttinen          | 1:27:47,6 | 04 (0+2+0+2) |
| 10    | Stanisław Szczepaniak   | 1:28:51,8 | 04 (0+2+0+2) |
| 11    | Holmfrid Olsson         | 1:28:58,9 | 02 (2+0+2+0) |
| 12    | Yūji Yamanaka           | 1:29:06,2 | 04 (2+0+0+0) |
| 13    | Józef Rubiś             | 1:29:11,2 | 06 (0+0+2+4) |
| 14    | Ivar Nordkild           | 1:29:23,0 | 06 (0+2+2+2) |
| 15    | Wassili Makarow         | 1:29:25,4 | 08 (6+0+2+0) |
| 16    | Alexander Priwalow      | 1:29:34,9 | 06 (2+0+0+4) |
| 17    | John Güttke             | 1:29:41,9 | 04 (2+0+0+2) |
| 18    | Egon Schnabel           | 1:29:44,4 | 04 (0+0+0+4) |
| 19    | Ragnar Tveiten          | 1:29:45,4 | 10 (0+0+4+6) |
| 20    | Tage Lundin             | 1:29:50,2 | 04 (2+0+2+0) |

Datum: Sa. 20. Februar 1965

### Team 3 × 20 km (inoffiziell)
| Platz | Land/Sportler                                                               | Zeit (h)                                | Schießfehler                                          |
| ----- | --------------------------------------------------------------------------- | --------------------------------------- | ----------------------------------------------------- |
| 01    | Norwegen 0000Olav Jordet 0000Ola Wærhaug 0000Ivar Nordkild                  | 4:18:00,9 1:23:34,9 1:24:59,0 1:29:23,0 | 12 (4+2+2+4) 02 (2+0+0+0) 04 (2+0+0+2) 06 (0+2+2+2)   |
| 02    | Sowjetunion 0000Nikolai Pusanow 0000Wladimir Melanin 0000Wassili Makarow    | 4:20:49,6 1:23:57,0 1:27:23,2 1:29:25,4 | 16 (8+0+2+6) 02 (0+0+0+2) 06 (2+0+0+4) 08 (6+0+2+0)   |
| 03    | Polen 0000Józef Gąsienica Sobczak 0000Stanisław Szczepaniak 0000Józef Rubiś | 4:25:12,9 1:27:05,9 1:28:51,8 1:29:11,2 | 10 (0+2+2+6) 00 (0+0+0+0) 04 (0+2+0+2) 06 (0+0+2+4)   |
| 04    | DDR 0000Heinz Kluge 0000Egon Schnabel 0000Hans König                        | 4:28:16,3 1:25:45,9 1:29:44,4 1:32:46,0 | 14 (6+0+0+8) 04 (2+0+0+2) 04 (0+0+0+4) 06 (4+0+0+2)   |
| 05    | Finnland 0000Antti Tyrväinen 0000Esko Marttinen 0000Veikko Hakulinen        | 4:28:24,1 1:23:57,6 1:27:47,6 1:36:38,9 | 10 (2+0+2+0) 00 (0+0+0+0) 04 (0+2+0+2) 14 (2+4+6+2)   |
| 06    | Schweden 0000Holmfrid Olsson 0000John Güttke 0000Tage Lundin                | 4:28:31,1 1:28:58,9 1:29:41,9 1:29:50,2 | 12 (6+0+4+2) 04 (2+0+2+0) 04 (2+0+0+2) 04 (2+0+2+0)   |
| 07    | Rumänien 0000Vilhelm György 0000Nicolae Bărbășescu 0000Gheorghe Cimpoia     | 4:32:16,6 1:27:25,0 1:30:25,0 1:34:26,6 | 12 (2+4+0+6) 02 (0+0+0+2) 04 (2+2+0+0) 06 (0+2+0+4)   |
| 08    | Frankreich 0000Paul Romand 0000Louis Romand 0000Gervais Poirot              | 4:53:54,6 1:34:07,8 1:36:39,9 1:42:14,9 | 34 (8+8+8+10) 08 (2+2+0+4) 10 (2+2+4+2) 16 (4+4+4+4)  |
| 09    | Tschechoslowakei 0000Ladislav Mundil 0000Egon Hofmann 0000Pavel Ploc        | 4:55:56,4 1:34:17,2 1:34:24,2 1:47:15,0 | 40 (6+6+14+14) 12 (0+2+2+8) 10 (0+2+4+4) 18 (6+2+8+2) |
| 10    | BR Deutschland 0000Klaus Niedermeier 0000Hans Hilpert 0000Edgar Schubert    | 4:59:42,2 1:35:18,0 1:37:28,2 1:46:56,0 | 30 (14+0+8+8) 06 (4+0+0+2) 08 (6+0+0+2) 16 (4+0+8+4)  |

Datum: Sa. 20. Februar 1965
Für die Mannschaftswertung wurden wie schon bei den vergangenen Weltmeisterschaften die Zeiten der besten drei Athleten einer Nation im Einzelwettbewerb addiert.

### Staffel 4 × 7,5 km (inoffiziell)
| Platz | Land        | Sportler                                                                | Zeit (h) |
| ----- | ----------- | ----------------------------------------------------------------------- | -------- |
| 1     | Norwegen    | Ola Wærhaug Olav Jordet Ragnar Tveiten Ivar Nordkild                    | 2:02:34  |
| 2     | Schweden    | Gunnar Samuelsson Tage Lundin Sven-Olov Axelsson Holmfrid Olsson        | 2:04:32  |
| 3     | Sowjetunion | Walentin Pschenizyn Wladimir Melanin Alexander Privalow Nikolai Pusanow | 2:05:46  |
| 4     | DDR         | Wolfgang Böttner Egon Schnabel Heinz Kluge Hans König                   | 2:06:33  |
| 5     | Finnland    |                                                                         | 2:11:00  |
| 6     | Rumänien    |                                                                         | 2:12:03  |
| 0 …   |             |                                                                         |          |

## Offizieller Medaillenspiegel
ohne Berücksichtigung der inoffiziellen Medaillen aus den Mannschaftswettbewerben
| Platz | Nation      | Gold | Silber | Bronze | Gesamt |
| ----- | ----------- | ---- | ------ | ------ | ------ |
| 1     | Norwegen    | 1    | 0      | 0      | 1      |
| 2     | Sowjetunion | 0    | 1      | 0      | 1      |
| 3     | Finnland    | 0    | 0      | 1      | 1      |

| Platz | Sportler        | Gold | Silber | Bronze | Gesamt |
| ----- | --------------- | ---- | ------ | ------ | ------ |
| 1     | Olav Jordet     | 1    | 0      | 0      | 1      |
| 2     | Nikolai Pusanow | 0    | 1      | 0      | 1      |
| 3     | Antti Tyrväinen | 0    | 0      | 1      | 1      |

## Inoffizieller Medaillenspiegel
mit Berücksichtigung der inoffiziellen Medaillen aus dem Mannschaftswettbewerb und der Staffel
| Platz | Nation      | Gold | Silber | Bronze | Gesamt |
| ----- | ----------- | ---- | ------ | ------ | ------ |
| 1     | Norwegen    | 3    | 0      | 0      | 3      |
| 2     | Sowjetunion | 0    | 2      | 1      | 3      |
| 3     | Schweden    | 0    | 1      | 0      | 1      |
| 4     | Finnland    | 0    | 0      | 1      | 1      |
| 4     | Polen       | 0    | 0      | 1      | 1      |

| Platz | Sportler                | Gold | Silber | Bronze | Gesamt |
| ----- | ----------------------- | ---- | ------ | ------ | ------ |
| 1     | Olav Jordet             | 3    | 0      | 0      | 3      |
| 2     | Ola Wærhaug             | 2    | 0      | 0      | 2      |
| 2     | Ivar Nordkild           | 2    | 0      | 0      | 2      |
| 4     | Ragnar Tveiten          | 1    | 0      | 0      | 1      |
| 5     | Nikolai Pusanow         | 0    | 2      | 1      | 3      |
| 6     | Wladimir Melanin        | 0    | 1      | 1      | 2      |
| 7     | Wassili Makarow         | 0    | 1      | 0      | 1      |
| 7     | Gunnar Samuelsson       | 0    | 1      | 0      | 1      |
| 7     | Tage Lundin             | 0    | 1      | 0      | 1      |
| 7     | Sven-Olov Axelsson      | 0    | 1      | 0      | 1      |
| 7     | Holmfrid Olsson         | 0    | 1      | 0      | 1      |
| 12    | Antti Tyrväinen         | 0    | 0      | 1      | 1      |
| 12    | Walentin Pschenizyn     | 0    | 0      | 1      | 1      |
| 12    | Alexander Privalow      | 0    | 0      | 1      | 1      |
| 12    | Józef Gąsienica Sobczak | 0    | 0      | 1      | 1      |
| 12    | Stanisław Szczepaniak   | 0    | 0      | 1      | 1      |
| 12    | Józef Rubiś             | 0    | 0      | 1      | 1      |